# Fritz Holthoff
Fritz Holthoff (* 5. Januar 1915 in Dortmund; † 18. September 2006 in Duisburg) war ein deutscher Politiker der SPD und Kultusminister von Nordrhein-Westfalen.

## Leben
Fritz Holthoff besuchte die Volksschule, dann ein Realgymnasium in seiner Heimatstadt. Er machte eine Lehre im Textilgewerbe und legte die Gesellenprüfung ab, um Gewerbelehrer werden zu können. Als Externer bestand er 1937 das Abitur. Im selben Jahr beantragte er am 30. November die Aufnahme in die NSDAP und wurde rückwirkend zum 1. Mai desselben Jahres aufgenommen (Mitgliedsnummer 5.915.817). Er absolvierte die Ausbildung zum Sportlehrer an der Universität Bonn und an der Reichsakademie für Leibesübungen und von 1938 bis 1940 die Ausbildung zum Volksschullehrer an der Hochschule für Lehrerbildung in Dortmund und bestand das erste und zweite Examen für das Lehramt an Volksschulen. Im Zweiten Weltkrieg war Holthoff Oberleutnant in einer Panzerdivision und wurde mehrfach verwundet.

### Lehrer, Schulleiter, Schulrat, Schuldezernent und Honorarprofessor
Nach dem Kriegsende unterrichtete Holthoff an landwirtschaftlichen und gewerblichen Berufsschulen. Ab 1947 war er Lehrer an der Christlichen Gemeinschaftsschule (Volksschule) in Rünthe, heute ein Ortsteil von Bergkamen, ab 1953 Rektor an der Falkschule in Unna. Zudem leitete er die Volkshochschule im Kreis Unna. Dank seiner Initiative wurde die Heimvolkshochschule Menden gegründet.
1954 wurde Holthoff Oberschulrat in Duisburg. Dort war er von 1957 bis 1966 Schuldezernent. 1960 wurde er zum Honorarprofessor für Pädagogik und Unterrichtslehre an der Gerhard-Mercator-Universität Duisburg (jetzt Universität Duisburg-Essen) bzw. ihrer Vorgängereinrichtung ernannt. 1980 wurde Holthoff emeritiert.

### Landtagsabgeordneter
1947 trat Holthoff der SPD bei. Von 1950 bis 1966 sowie von 1967 bis 1975 war er Mitglied des Landtags Nordrhein-Westfalen.

### Kultusminister
Nachdem die sozialliberale Koalition 1966 die Regierung übernommen hatte, holte Ministerpräsident Heinz Kühn Holthoff als Kultusminister in sein Kabinett. In diesem Amt bewirkte hatte Holthoff unter anderem die Auflösung der Zwergschulen. Im Mai 1969 brach er mit einer schweren Herzattacke zusammen. Trotzdem drängte Kühn ihn nach der Landtagswahl 1970, auch in seinem zweiten Kabinett weiterzumachen. Holthoff willigte ein. Doch am 8. Dezember 1970 musste er angesichts seiner angeschlagenen Gesundheit zurücktreten. Sein Nachfolger als Kultusminister wurde Jürgen Girgensohn.

## Familie
Fritz Holthoff ist der Großvater des zeitgenössischen deutschen Malers Jan Holthoff.

## Ehrungen
- 1969: Großes Verdienstkreuz der Bundesrepublik Deutschland
- 1973: Großes Verdienstkreuz mit Stern der Bundesrepublik Deutschland[6]
- 1987: Ehrensenator der Universität Duisburg-Essen[7]
- 1987: Ehrendoktorwürde der Universität Duisburg-Essen